# A Suffragette in Spite of Himself
A Suffragette in Spite of Himself est un film américain réalisé par Ashley Miller, sorti en 1912.

## Fiche technique
- Titre original : A Suffragette in Spite of Himself
- Réalisation : Ashley Miller
- Production : Edison Company
- Genre : Comédie
- Durée : 8 minutes
- Dates de sortie :
  - États-Unis : 30 octobre 1912
- Licence : Domaine public

## Distribution
- Marc McDermott : Le gentilhomme, opposé au suffrage des femmes
- Miriam Nesbitt : Sa femme
- Ethel Browning : Leur bonne